# 잉글랜드계 뉴질랜드인
잉글랜드계 뉴질랜드인은 잉글랜드인 혈통의 뉴질랜드인 또는 현재 뉴질랜드에 거주하는 잉글랜드 태생의 사람들이다. 영국 탐험가 제임스 쿡이 1769년 뉴질랜드에 도착한 후, 많은 비폴리네시아인들이 뉴질랜드를 방문하고 정착하기 시작했으며, 특히 호주에서 온 고래잡이, 물개 사냥꾼, 전직 죄수들 중 상당수가 영국(잉글랜드를 포함) 혈통이었다. 뉴질랜드가 1840년 영국의 식민지가 된 후, 이 나라는 수천 명의 이민자를 받기 시작했으며, 그들 중 90% 이상이 영국과 아일랜드 출신이었고 그들 중 약 절반은 잉글랜드에서 왔다.

## 초기 정착
19세기의 잉글랜드 회사인 "뉴질랜드 회사"는 뉴질랜드 식민화에 중요한 역할을 했다. 이 회사는 에드워드 기븐 웨이크필드가 고안한 체계적인 식민지화 원칙을 실행하기 위해 설립되었는데, 그는 남반구에 새로운 형태의 잉글랜드 사회를 만들고자 했다.
뉴질랜드의 잉글랜드 이민자들 중 대부분은 주로 콘월주와 데번주의 남서부 카운티 출신이었으며, 런던과 켄트주의 잉글랜드 남동부에서도 상당수가 왔다.
영국의 식민지화와 19세기부터의 대규모 잉글랜드 이민자들로 인해 잉글랜드 문화와 언어는 뉴질랜드 사회에 깊은 영향을 미쳤다. 예를 들어, 영어는 지배적이고 가장 널리 사용되는 언어이며, 2018년 인구 조사 기준으로 약 440만 명의 화자(인구의 약 95%)가 있다. 또한, 같은 인구 조사를 기반으로 할 때, 잉글랜드는 뉴질랜드로 이민자들이 오는 가장 흔한 장소로 남아있다.

### 유산
21세기 초 기준으로, 뉴질랜드인 중 최소 80%가 영국 혈통을 가지고 있다고 추정되며, 이는 영국에서 온 이민자의 최소 절반이 잉글랜드인이었다는 점을 고려할 때 주로 잉글랜드 혈통을 포함한다. 1851년 뉴질랜드 인구 조사에 따르면 뉴질랜드의 건국 민족 중 50% 이상이 잉글랜드에서 태어났다.
이는 5백만 인구 중 약 2백만 명이 잉글랜드 혈통이며, 이는 잉글랜드 디아스포라가 이 나라에서 가장 큰 민족 중 하나, 아니면 가장 큰 민족일 가능성이 있음을 보여준다.

## 출생지
| 연도 | 잉글랜드 태생 인구 | 인구 % | 참조          |
| ---- | ------------------ | ------ | ------------- |
| 1851 | 13,485             | 50.5   | [ 8 ]         |
| 1861 | 36,128             | 36.5   | [ 9 ] [ 10 ]  |
| 1871 | 67,044             | 26.1   | [ 11 ] [ 12 ] |
| 1881 | 119,224            | 24.33  | [ 13 ] [ 14 ] |
| 1901 | 111,964            | 14.50  | [ 15 ]        |
| 1911 | 133,811            | 13.28  | [ 16 ]        |
| 1916 | 140,997            | 12.84  | [ 17 ]        |
| 1961 | 154,869            | –      | [ 18 ]        |
| 2001 | 178,203            | -      | [ 19 ]        |
| 2006 | 202,401            | –      | [ 20 ]        |
| 2013 | 215,589            | 5.1    | [ 21 ]        |
| 2018 | 210,915            | 4.49   | [ 22 ]        |

## 인구
2018년 뉴질랜드 인구 조사 기준으로, 뉴질랜드 내 유럽인 약 26만 명(8.3%)이 영국에서 태어났다고 밝혔으며, 이는 영국을 뉴질랜드 이민의 가장 흔한 출신지로 만든다. 특히 잉글랜드는 항상 중요한 이민원이었으며, 19세기에는 1840년대에 64.7%에서 1871년 인구 조사에 따르면 49.7%까지 잉글랜드에서의 이민이 이루어졌다.

## 뉴질랜드의 잉글랜드 문화
뉴질랜드에서 가장 인기 있는 스포츠인 크리켓, 네트볼, 럭비 유니언, 럭비리그는 잉글랜드에서 유래했다.

## 같이 보기
- 영국계 뉴질랜드인
- 뉴질랜드계 영국인
- 잉글랜드 디아스포라

## 추가 문헌
- Richards, Eric. Britannia's children: emigration from England, Scotland, Wales and Ireland since 1600 (A&C Black, 2004) online.